# میجرز پلیس (نوادا)
میجرز پلیس (به انگلیسی: Majors Place) یک منطقهٔ مسکونی در ایالات متحده آمریکا است که در شهرستان وایت‌پاین، نوادا واقع شده‌است. میجرز پلیس ۱٬۹۷۸٫۱۸ متر بالاتر از سطح دریا واقع شده‌است.